# Jakobhaus
Das Jakobhaus ist ein Baudenkmal in der Altstadt von Sulzbach-Rosenberg (Luitpoldplatz 22). Das rund achthundert Jahre alte, im Kern gotische Gebäude zeigt heute eine Fassade, die 1898 als eine Mischung aus Klassizismus und Jugendstil gestaltet wurde. Es ist das Geburtshaus des Bibelübersetzers und Theologen Joseph Franz von Allioli.

## Beschreibung
Das Jakobshaus wird wie sein Nachbargebäude dem 14. Jahrhundert zugerechnet. In der Spätgotik erfolgte der erste Umbau mit einer Erweiterung nach Westen. In der Renaissance wurde auf der Nordseite ein Anbau errichtet, dessen Dachstuhl sich bis heute erhalten hat. In der Spätrenaissance wurde eine Wendeltreppe aus Sandstein eingebaut, die im Zuge einer aufwendigen Sanierung Ende der 1980er Jahre rekonstruiert wurde. In dem die Sanierung vorbereitenden Befund konnten mindestens elf Bauphasen über die Jahrhunderte identifiziert werden. Ein weiterer Höhepunkt, der erst mit der Sanierung wiederentdeckt wurde, ist eine Fachwerkwand mit Renaissance-Malerei im ersten Stock, die wohl um 1600 entstanden ist. Die heutige äußere Gestalt erhielt das Gebäude mit einem Umbau Ende des 19. Jahrhunderts. Die Fassade trägt die Jahreszahl 1898.

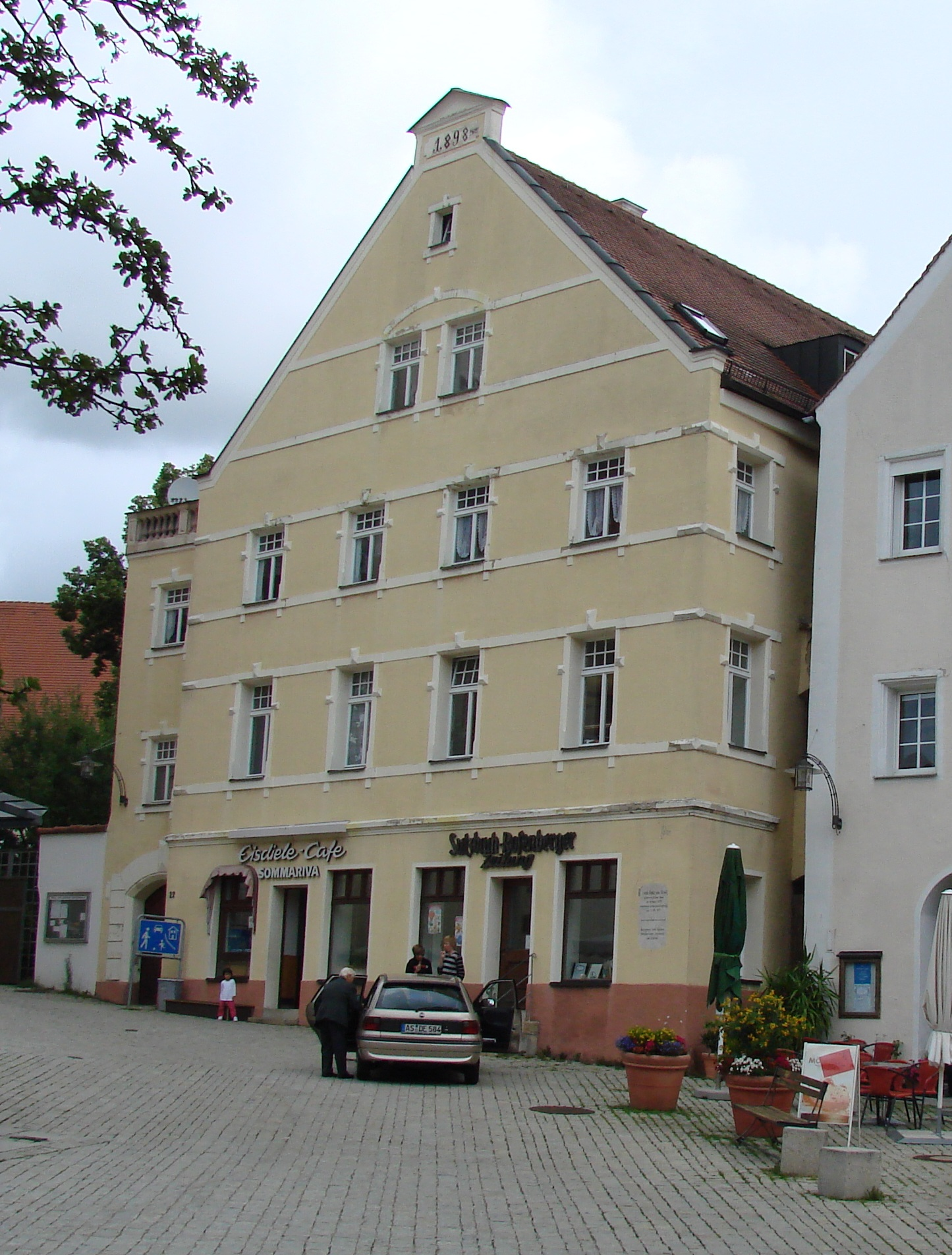
Das Jakobhaus im Juli 2012

## Geschichte
Die Geschichte des Hauses wurde im Zusammenhang mit seiner Sanierung von Karl Grünthaler zusammengetragen. Der älteste, heute noch bekannte Besitzer war Jörg Reuter, 1521 Bürgermeister von Sulzbach († 11. November 1529). 1543 ist ein Utz Plank als Eigentümer verzeichnet. Danach gehörte das Haus dem Ratsherrengeschlecht der Kronacher. Nach zahlreichen anderen Besitzern erwarb 1709 Bernhard Allioli, ein Kaufmann aus Knobio in der Lombardei und mit gnädigster Consens Bürger geworden, das Gebäude. Sein Sohn Joseph Franz von Allioli wurde in diesem Haus geboren. Den Namen erhielt das Haus von der Familie Jakob, die das Haus 1908 erwarb und es bis 1984 in ihrem Besitz hatte. Der heutige Eigentümer ist der Verlag Der neue Tag aus Weiden. In dem Gebäude befinden sich heute unter anderem die Redaktionsräume der Sulzbach-Rosenberger-Zeitung. Im Erdgeschoss befindet sich ein italienisches Eiscafé.

## Baudenkmal
Das Bauwerk ist als Baudenkmal in die Bayerische Denkmalliste eingetragen.
Die diesbezügliche Beschreibung lautet:

„Bürgerhaus, sog. Jakobshaus, dreigeschossiger, verputzter Massivbau mit Satteldach und Vorschussgiebel, im Kern wohl 14. Jh., nördlicher Anbau aus der Zeit der Renaissance, Umbau mit horizontal betonter Fassadendekoration bez. 1898, Dachterrasse im nordwestlichen Teil frühes 20. Jh. nachqualifiziert.“